# أدهم الملا
أدهم الملا (1 يناير 1932 - 2 يوليو 2014)، فنان سوري ولد في بعلبك، شارك في الكثير من المسلسلات وأهمها المسلسل الشهير باب الحارة بأجزائه الخمسة بدور أبو محمود، وهو والد المخرجين بسام الملا ومؤمن الملا وبشار الملا والممثل مؤيد الملا، وجد أدهم بسام الملا وشمس الملا وشام الملا.

## وفاته
توفي يوم الأربعاء في 2 يوليو 2014 بعد معاناة وصراع طويل مع المرض.

## أعماله
اشترك أدهم الملا في العديد من الأعمال والمسلسلات التلفزية منذ عام 1972، وبدأ مشواره الفني على الشاشة الصغيرة عام 1972 عبر مسلسل «الدولاب». ومن أبرز أعماله::
- 1972: الدولاب.
- 1973: المفسدون في الأرض.
- 1974: انتقام الزباء.
- 1977: غابة الذئاب.
- 1977: فوزية.
- 1980: حارة الملح.
- 1980: أبو الخيل.
- 1981: تلفزيون المرح.
- 1984: مرايا 84.
- 1984: المجنون طليقا.
- 1985: عودة عصويد.
- 1987: نساء بلا أجنحة.
- 1988: حارة نسيها الزمن.
- 1988: الدنيا مضحك مبكي.
- 1989: شجرة النارنج.
- 1990: الزاحفون.
- 1991: هجرة القلوب إلى القلوب.
- 1991: الخشخاش.
- 1992: أيام شامية.
- 1992: طرابيش.
- 1992: الأخوة.
- 1993: الجذور لا تموت.
- 1993: ابتسامة على شفاة جافية.
- 1993: طرائف أبي دلامة.
- 1993: قانون الغاب.
- 1995: الثعبان.
- 1995: خلف الجدران.
- 1995: الخطوات الصعبة.
- 1995: نهرات الدفلي.
- 1996: المحكوم.
- 1996: ياسين تورز.
- 1996: القيد.
- 1997: بنت الضرة.
- 1997: العبابيد.
- 1998: عيلة أكابر.
- 1998: مذكرات عائلة.
- 1999: رقصة الحباري.
- 1999: عودة غوار.
- 1999: حي المزار.
- 2001: صلاح الدين الأيوبي.
- 2000: الخوالي.
- 2001: حمام القيشاني - الجزء الرابع.
- 2002: صراع الزمن.
- 2002: الرحيل إلى الوجه الآخر.
- 2002: خلك معي - الجزء السابع.
- 2003: حكايا من ظرفاء ولكن.
- 2004: ليالي الصالحية.
- 2006: باب الحارة - الجزء الأول.
- 2007: باب الحارة - الجزء الثاني.
- 2008: باب الحارة - الجزء الثالث.
- 2009: باب الحارة - الجزء الرابع.
- 2010: باب الحارة - الجزء الخامس.
- 2011: الزعيم.

## روابط خارجية
- أدهم الملا على موقع قاعدة بيانات الأفلام العربية